# Wellbachtal
Das Wellbachtal ist ein Tal im Pfälzerwald.

## Lage
Das Tal bildet die südöstliche Grenze der Frankenweide, wie das zentrale Gebiet im Mittleren Pfälzerwald genannt wird. Im Süden schließt sich der Wasgau an.
Das Tal befindet sich auf gesamter Länge innerhalb des Landkreises Südliche Weinstraße. Der Süden gehört zur Ortsgemeinde Rinnthal und der Norden zu einer Exklave der Stadt Annweiler am Trifels. im Nordosten bildet das Tal die Grenze zwischen dieser und einer Waldexklave von Albersweiler.

## Verkehr
Mitten durch das Tal verläuft die Bundesstraße 48, die an dessen südlichem Ende in die Bundesstraße 10 mündet und anschließend einige Kilometer mit dieser gemeinsam verläuft. Da erstere oft von Motorradfahrern frequentiert wird, kommt es dort regelmäßig zu Unfällen.

## Tourismus
Die östlich Fortsetzung des Höcherbergweg kreuzt das Wellbachtal. Zudem ist es – für einen Wanderweg untypisch – Ausgangspunkt einer Route, der mit einem gelb-roten Balken markiert ist und der über  Wilgartswiesen, Hauenstein, Dahn, Schindhard, Burg Lindelbrunn, Silz und die  Burg Landeck bis nach Rülzheim führt.
Im nördlichen Talbereich befindet sich ein Wanderparkplatz.